# 立仁里 (臺中市)
立仁里，是臺中市大里區的里，位於該區中央偏東北。

## 里名由來
以境內東側的「立仁路」命名。

## 地理
立仁里面積0.4469平方公里，劃分為20鄰。本里東隔立仁路與新仁里為界，西以大里溪界與內新、中新二里，南為立德里，北為東昇里。

## 行政區劃沿革
立仁里於清代時隸屬藍興堡太平莊；明治35年（1902年）時，改隸臺中廳太平區太平庄，至大正9年（1920年）則隨行政區調整，隸屬大屯郡太平庄太平大字。二次大戰結束後，國民政府接收臺灣，併入大里鄉仁化村。民國71年（1982年）析仁化村置立仁村。民國82年（1993年）大里鄉升格為縣轄市大里市，隨之改制為立仁里。民國91年（2002年），行政區再次調整，析南側置「立德里」，範圍就此底定至今。

## 交通
主要道路
- 新仁路一段
- 甲堤路、甲堤南路
- 立仁路
- 立新街
- 好來五街

臺中市市區公車
| 市區公車編號 | 業者     | 營運區間            | 備註                                                   |
| 7            | 東南客運 | 台中一中－長億高中  | 實際起點為雙十興進路口，經慈明高中、長億高中，固定班次 |
| 39           | 南投客運 | 高鐵台中站-立新國小 | 經立人高中、興大附中、大里仁愛醫院、樹王               |

### 書籍
- 《臺灣地名辭書》卷十二《臺中縣》第二冊，第25-26頁

### 外部連結
- 臺中市大里區公所 沿革